# Crna magija
Crna magija (lat. magia malefica) je oblik magije kojoj je cilj ubiti, ozlijediti nekoga, unesrećiti ili na natprirodan način postići nekakvu korist. Crnu magiju povezujemo sa sotonizmom, demonopoklonstvom, vješticama i čarobnjacima.
Podjela na bijelu i crnu magiju je prilično diskutabilna i podložna interpretaciji jer neki, poput Crkve, svaki oblik magije smatraju protuprirodnim uplitanjem u prirodne tokove i pokušajem stjecanja spoznaja na način koji se smatra neprimjerenim.
Drugi prave razliku između bijelih i crnih magova, odnosno ukazuju na činjenicu da sam karakter magije ne leži u njenoj osnovi već u načinu na koji se praktikant njome koristi.

## Prakse crne magije
Praktičari crne magije često su koristili otrove spravljene od biljaka ili otrovnih tvari za nanošenje zla ljudima ili životinjama. Svoje rituale obavljali su noću na grobljima, ostacima napuštenih samostana ili na drugim osamljenim mjestima. U tim obredima izvođeno je žrtveno ubijanje životinja, a katkad i ljudi (osobito djece). Krv i prinos žrtve bio je važan dio obredne prakse, a korištena su pomagala koja asociraju na zlo i negativne utjecaje, poput crnih svijeća, lubanje oceubojice, krila šišmiša, noktiju pogubljenog zločinca i sličnih predmeta.
Vjerovalo se da se poklonici crne magije okupljaju na crnim sabatima, gdje se odaju orgijama, uživanju u narkoticima koji izazivaju halucinacije i tajnim obredima u slavu Sotone. Također, bavili su se i nekromancijom, odnosno prizivanjem duša umrlih osoba kako bi od njih dobili odgovore na željena pitanja.

## Povijest
Svjedočanstva o prakticiranju crne magije javljaju se još u starom vijeku kod drevnih Egipćana i Perzijanaca, ali i kod antičkih Grka i Židova preko kojih su se u periodu Rimskog Carstva proširila po Europi. Tijekom srednjeg vijeka zabilježene su informacije o praktičarima crne magije u Španjolskoj, južnoj Francuskoj, Italiji te u Tirolu i Njemačkoj.